# Karasîn, Kamin-Kașîrskîi
Karasîn (în ucraineană Карасин) este localitatea de reședință a comunei Karasîn din raionul Kamin-Kașîrskîi, regiunea Volînia, Ucraina.

## Demografie
Componența lingvistică a localității Karasîn
     Ucraineană (99,85%)
     Alte limbi (0,15%)
Conform recensământului din 2001, majoritatea populației localității Karasîn era vorbitoare de ucraineană (99,85%), existând în minoritate și vorbitori de alte limbi.